# Joana de Penthièvre
Joana de Penthièvre, conhecida como Joana, a Coxa (1319 ou 1324 – Guingamp, 10 de setembro de 1384), foi duquesa da Bretanha, condessa de Penthièvre e de Goëlo, viscondessa de Limoges e senhora de Avaugour, de Mayenne, de Châtelaudren e de L'Aigle.

## Biografia
Joana da Bretanha era filha do conde Guido de Penthièvre,  e de Joana de Avaugour. Seu pai foi o segundo filho de Artur II, duque da Bretanha, com sua primeira esposa, Maria, viscondessa de Limoges. Artur II foi sucedido como duque da Bretanha pelo irmão mais velho de Guido, João III da Bretanha.
Em 4 de junho de 1337 casou em Paris com Carlos de Blois, filho de Guido I de Châtillon, conde de Blois, e de Margarida de Valois. O casal teve cinco filhos:
- João (m. 16 de janeiro de 1403), conde de Penthièvre
- Guido
- Henrique (m. 1400)
- Margarida, esposa de Carlos de la Cerda, conde de Angoulême
- Maria de Blois-Châtillon (1343–1404), esposa de Luís I, duque de Anjou

Joana foi uma dos protagonistas da Guerra de Sucessão Bretã. Quando seu tio João III morreu sem filhos, em 1341, ela o sucedeu como duquesa soberana da Bretanhae e assumiu o governo do ducado com o esposo, aparentemente com o apoio de grande parte da nobreza local.
Todavia, o tio de Joana, João de Montfort, nascido do segundo casamento de Artur II com Iolanda de Dreux, condessa de Montfort, clamou para si o ducado. O resultado foi uma guerra civil que terminaria em 1364, com a morte de Carlos de Blois em batalha e a vitória da linhagem de Montfort, deixando João V, filho de João IV, como soberano. Ao longo da disputa, os sucessos militares variaram, e ambos os pretendentes governaram algumas partes do ducado. O partido de Joana foi forte, ao menos, por volta de 1345, e ele deve ter segurado uma parte maior do ducado que a de seu rival durante todo o tempo da guerra.
Joana renunciou oficialmente ao ducado da Bretanha ao assinar o Tratado de Guérande em 1365, embora tendo mantido o título de duquesa.